# Noah Kamdem
Noah Kamdem (* 4. Mai 1998 in Nürnberg) ist ein deutscher Basketballspieler.

## Laufbahn
Kamdem, dessen Vater aus Kamerun stammt, betrieb als Heranwachsender Ringen und spielte Basketball in der Jugend für den TV Fürth 1860 sowie den Nürnberger BC, ehe er 2011 in das Nachwuchsfördersystem des Bundesligisten Brose Bamberg wechselte. Dort kam er für die Bamberger Partnervereine TSV Breitengüßbach (Jugend und Männer-Regionalliga) sowie die Regnitztal Baskets (Männer-Regionalliga) zu Einsätzen.
Zur Saison 2014/15 kehrte er nach Nürnberg zurück. In der Saison 2015/16 lief er für die TS Herzogenaurach in der Männer-Regionalliga sowie die Nürnberger Mannschaft in der U19-Bundesliga NBBL auf.
Zur Saison 2016/17 wechselte Kamdem zur Spielgemeinschaft Ehingen/Urspring, wo er sein Debüt in der 2. Bundesliga ProA gab, aber meist in der NBBL-Mannschaft sowie bei TuS Urspringschule in der zweiten Regionalliga eingesetzt wurde. Im August 2017 wurde er von den Rostock Seawolves aus der 2. Bundesliga ProB verpflichtet und erreichte mit den Mecklenburgern im Spieljahr 2017/18 als Vizemeister den Aufstieg in die 2. Bundesliga ProA. Vor dem Spieljahr 2018/19 schloss er sich dem PS Karlsruhe (2. Bundesliga ProA) an und erzielte für die Mannschaft in 25 Spielen im Durchschnitt 3,5 Punkte sowie 2,7 Rebounds je Begegnung. Im Juli 2019 wurde er von Zweitligaaufsteiger Schwenningen verpflichtet. Mitte Oktober 2019 kam es zur Trennung, er hatte bis dahin drei Kurzeinsätze für Schwenningen bestritten. Er wechselte im Dezember 2019 zum BBC Coburg in die 2. Bundesliga ProB. Zu Jahresbeginn 2020 wechselte Kamdem innerhalb der Liga zur zweiten Mannschaft der Skyliners Frankfurt, nachdem er für Coburg zuvor in drei Partien im Schnitt 12,3 Punkte und 3,7 Rebounds je Begegnung erzielt hatte.
Ende Juli 2021 wurde er von ProB-Rückkehrer Scanplus Elchingen verpflichtet. Elchingen zog sich noch vor dem Saisonbeginn aus der Liga zurück, Kamdem ging nach Erfurt (ebenfalls ProB). Nachdem er verletzungsbedingt (Knie) beinahe ein Jahr hatte aussetzen müssen, kehrte er in Erfurt im Februar 2024 aufs Spielfeld zurück.

### Nationalmannschaft
Im Sommer 2014 nahm er mit der deutschen U16-Nationalmannschaft an der Europameisterschaft in Lettland teil, im Mai 2018 wurde er in die „3-gegen-3“-Nationalmannschaft der Herren berufen.